# Trassel (film)
Trassel (engelska: Tangled) är en datoranimerad film producerad av Walt Disney Animation Studios för Walt Disney Pictures. Filmen är baserad på den av bröderna Grimm nedtecknade folksagan Rapunzel. 
För regin står Nathan Greno och Byron Howard (som tidigare regisserat  Bolt). Filmen hade premiär den 24 november 2010 i USA. I Sverige hade filmen sin premiär den 4 februari 2011. 
På Kalle Anka och hans vänner önskar God Jul i SVT den 24 december 2010 visades ett klipp från Trassel som en av Disneys nyheter under det kommande året, 2011.

## Handling
Kung Frederic och drottning Arianna i kungariket långt borta ska när som helst få en dotter, när drottningen plötsligt blir dödligt sjuk. I ett desperat försök att bota henne börjar man söka efter en mytomspunnen blomma som sägs kunna hela alla sår. När man till slut finner blomman och maler ner den för att skapa ett läkemedel, vet man inte att en gammal dam vid namn Gothel under hundratals år har vaktat och använt sig av blommans magiska krafter för att hålla sig ung genom att sjunga en speciell sång för den. 
Drottningen blir så småningom frisk tack vare blommans extrakt, och hon och konungen får en dotter med hår lika gyllene som den magiska blommans kronblad. Gothel är dock rasande över att ha förlorat sin livskälla, och smyger en natt in på slottet för att klippa av spädbarnets gyllene hår, i hopp om att det har samma magiska kraft som blomman. När hon sjunger den magiska visan för barnet så skimrar hennes hår och gör Gothel ung igen, men i samma ögonblick som håret kapas så förlorar det sin gyllene färg och sin magiska kraft. Gothel stjäl därför den lilla prinsessan och flyr in i skogen, där hon gömmer sig i ett högt torn och uppfostrar flickan som om hon var hennes egen. Då Gothel använt håret för att hålla sig ung lät hon det växa till ofantliga längder.
Nästan 18 år senare är den charmiga tjuven Flynn Rider på flykt med en kungakrona han stulit från slottet. För att undkomma vakterna gömmer han sig i ett ensamt torn, där det visar sig bo en flicka med långt, gyllene hår. Flickan, som bär namnet Rapunzel, har alltid bott i tornet och hon vill ut och se världen, men har inte vågat lämna sitt hem eftersom hennes mor, Gothel, har förbjudit henne det, då hon lärt Rapunzel att yttervärlden är grym och farlig. Men varje år på sin födelsedag ser Rapunzel flygande ljus på himlen från sitt torn, och hon känner att dessa ljus lockar på henne. När hon upptäcker Flynn som hade gömt sig, går hon bakom honom och slår ner honom med en stekpanna. Sedan binder hon Flynn vid en stol med sitt hår. Fast besluten att ta reda på vad ljusen är och var de kommer ifrån, utnämner hon Flynn till sin guide i utbyte mot Flynns stöldgods, som hon beslagtagit och gömt. Flynn förklarar också att ljusen är svävande lyktor som folket har skickat upp i hopp om att den försvunna prinsessan en dag ska komma tillbaka.
Just när Rapunzel nuddar gräset för första gången går hon igenom en serie av humörsvängningar, där hon blir förtjust och exalterad vid några tillfällen, och ångerfull och överöst av skuld i andra. Flynn försöker utnyttja det för att kunna slinka undan från avtalet, men Rapunzel ändrar sig inte. Med tiden kommer de fram till tavernan Mysiga Ankungen, som är fylld med blodtörstiga busar. Det är en del av Flynns plan att försöka få Rapunzel att ge upp och gå tillbaka till tornet. Busarna har dock sett en efterlysning på Flynn och ger sig på honom, men Rapunzel stoppar dem och får alla busar att bekänna att de har en mjuk sida och en personlig dröm (t.ex. att busen med krok egentligen vill bli konsertpianist, och att den stornäste busen vill hitta sin sanna kärlek). Så busarna uppmuntrar Rapunzel att följa sin dröm.
Medan Gothel är ute stöter hon på hästen Maximus som är en del av det kungliga gardet. Han har blivit skild från sin ryttare och är nu på jakt efter Flynn. Men Gothel tror att han letar efter Rapunzel så hon skyndar tillbaka till tornet. Gothel upptäcker att Rapunzel är borta och hittar Flynns tjuvgods. Hon beväpnar sig med en dolk och sluter en pakt med Stabbington-bröderna, som en gång var Flynns kompanjoner tills han förrådde dem vid stölden av kronan. Hon lovar att bröderna kan få sin hämnd mot Flynn om hon får Rapunzel tillbaka. Under tiden invaderar vakterna som jagar Flynn tavernan, men Rapunzel och Flynn flyr genom en hemlig tunnel till en stor damm som just håller på att brista. I all uppståndelsen blir de fast i en grotta som hastigt fylls med vatten. När Flynn förgäves försöker hitta en väg ut skär han sig i handen. När allt ser hopplöst ut bekänner han för Rapunzel att hans riktiga namn är Eugene Fitzherbert. När Rapunzel berättar att hennes hår är magiskt får hon en idé. De använder ljuset som kommer från hennes hår till att hitta en väg ut. Lite senare använder hon hårets läkande kraft för Flynns hand och han berättar hur han blev föräldralös vid ung ålder och hur han inspirerades av romanhjälten vars namn var Flynnigan Rider, och Rapunzel tillägger att hon gillar hans riktiga namn mycket bättre. När Flynn ger sig av för att hämta ved möter Rapunzel Gothel som försöker få Rapunzel att inse att Flynn bara bryr sig om kronan, men Rapunzel vägrar tro det. Gothel ger då Rapunzel kronan och säger till henne att testa Flynn genom att ge den till honom.
Nästa morgon hittar Maximus Flynn och försöker dra iväg med honom. Rapunzel rusar in och lugnar ner den vildsinta hästen. Hon övertalar honom att hjälpa dem istället. När de väl kommer fram till kungariket går de en runda i staden och senare den kvällen seglar de i sjön där de får se lyktorna i all sin prakt. Rapunzel ger Flynn kronan, fast det börjar bli tydligt att han har blivit förälskad i henne. När han böjer sig för att kyssa henne, får han syn på Stabbington-bröderna vid en närliggande ö. Han går iland och ger dem kronan, för Rapunzel betyder mer för honom. Men bröderna vill inte ha kronan, utan Rapunzels magiska hår. De slår Flynn medvetslös, binder honom vid en båt och skickar iväg honom på sjön. De berättar för Rapunzel att Flynn har bedragit henne och lyckas få henne att tro det, och försöker sedan ta Rapunzel till fånga. Men Gothel kommer fram och slår ner dem. Gothel tar med Rapunzel tillbaka till tornet. När Rapunzel ledsen tar en titt på en souvenirflagga med kungarikets solsymbol upptäcker hon att hon oavsiktligt målat solsymbolen när hon arbetade med sina väggmålningar. Då förstår hon sanningen; hon är den försvunna prinsessan och Gothel har utnyttjat henne. Hon konfronterar sin "mor" för hennes synder och stormar ut från tornet. Men Gothel tillfångatar henne.
Under tiden blir Flynn arresterad och dömd till döden. Då dyker Maximus och busarna upp och befriar honom. Flynn rider med Maximus tillbaka till tornet och klättrar upp. När han kommer in upptäcker han Rapunzel som blivit fastkedjad. Gothel kommer bakom Flynn och hugger ner honom med sin dolk. Hon drar ner Rapunzel till ett nytt gömställe helt isolerat från omvärlden fast Rapunzel kämpar emot. Men Rapunzel lovar att inte kämpa emot mera om hon får rädda Flynn och Gothel går med på det. Men just när Rapunzel ska hela Flynn så skär han hennes hår med en glasskärva, vilket gör att håret blir brunt och förlorar sin kraft, och Rapunzel är inte längre bunden till sitt löfte. Gothel åldras radikalt och skriker förtvivlat, innan Pascal ser till så hon ramlar ut från tornet för att slutligen förvandlas till stoft och det enda som återstår är hennes mantel. Men nu kan inte Rapunzel rädda Flynn, vilket leder till att han dör i hennes armar. Rapunzel blir förkrossad och fäller en tår på hans kind. Men plötsligt börjar Flynns kropp lysa och han öppnar ögonen, då Rapunzels helande krafter finns kvar i hennes tårar. Rapunzel och Flynn kysser varandra och rider tillbaka till kungadömet där Rapunzel äntligen återförenas med sin riktiga familj. En stor fest hålls och det visar sig att alla busarna har fått sina drömmar uppfyllda. Till slut så gifter sig Rapunzel och Flynn och de lever lyckliga i alla sina dagar.

## Rollista
| Figur                          | Originalröst       | Svensk originalröst |
| ------------------------------ | ------------------ | ------------------- |
| Rapunzel                       | Mandy Moore        | Molly Sandén        |
| Flynn Rider/Eugene Fitzherbert | Zachary Levi       | Måns Zelmerlöw      |
| Mor Gothel                     | Donna Murphy       | Charlott Strandberg |
| Stabbington-bror               | Ron Perlman        | Fredrik Hiller      |
| Vaktchef                       | M.C. Gainey        | Lars Bethke         |
| Buse med krok                  | Brad Garrett       | Jan Åström          |
| Stornäst buse                  | Jeffrey Tambor     | Lars-Göran Persson  |
| Liten buse                     | Paul F. Tompkins   | Bert-Åke Varg       |
| Vlodek                         | Richard Kiel       | Bengt Skogholt      |
| Rapunzel som liten             | Delaney Rose Stein | Saga Sjöberg        |

## Produktion
Trassel kostade 260 miljoner dollar att göra vilket gör den till världens sjätte dyraste film hittills (2019).
Från början var det menat att Glen Keane (som tidigare bland annat har varit med och skrivit manus till Mulan och varit animatör för ett flertal av Disneys sentida animerade filmer, till exempel Micke och Molle och Skönheten och Odjuret) skulle ha regisserat. Men efter att han dragit sig ur projektet på grund av hälsoproblem tog Nathan Greno och Byron Howard över. Keane stannade dock kvar som verkställande producent tillsammans med John Lasseter.
Filmen är den första dataanimerade Disneyfilmen som är baserad på en saga.
Disneyfilmen Prinsessan och grodan från 2009 blev inte lika populär som man hade hoppats. Det antogs att detta kunde ha att göra med att ordet prinsessa fanns med i titeln, och att detta hade gjort att unga pojkar inte ville se filmen. Därför valde man att ändra den från början tänkta titeln Rapunzel till Trassel, för att filmen skulle kännas mer könsneutral. Det råder delade meningar om huruvida detta var bra.
För musiken i filmen står Alan Menken. Sångerna är skrivna av Glenn Slater(en) och Menken.

## Priser och nomineringar
Trassel fick två nomineringar till Golden Globe Awards, för "bästa animerade film", samt "bästa sång" för "I See the Light". Filmen fick också två nomineringar till Broadcast Film Critics Association i samma kategorier, samt nomineringar för två Annie Awards, för bästa animerade film och för att skriva i en Feature Produktion. "Trassel" blev också nominerad för två Phoenix Film Critics Society Awards, Bästa animerade film och bästa sång för "I've Got a Dream". "I See the Light" blev nominerad för bästa sång på 83 Academy Awards. Trassel vann bästa 3D-scenen på året vid den andra årliga internationella 3D Society Creative Arts Awards.

## Sånger
Sångerna som är skrivna av Alan Menken och Glenn Slater(en) är dessa:
- When Will My Life Begin? (sv. När börjar livet?)
- When Will My Life Begin? (Repris 1)
- Mother Knows Best (sv. Mamma vet bäst)
- When Will My Life Begin? (Repris 2)
- I’ve Got a Dream (sv. En dröm som kan bli sann)
- Mother Knows Best (Repris)
- I See the Light (sv. Nu när jag ser dig)
- Healing (Incantation)
- The Tear Heals
- Something That I Want (eftertexter)